# Amtsgericht Seeburg
Das Amtsgericht Seeburg war ein preußisches Amtsgericht mit Sitz in Seeburg, Ostpreußen.

## Geschichte
Das königlich preußische Amtsgericht Seeburg wurde mit Wirkung zum 1. Oktober 1879 als eines von 17 Amtsgerichten im Bezirk des Landgerichtes Bartenstein im Bezirk des Oberlandesgerichtes Königsberg gebildet. Der Sitz des Gerichtes war Seeburg. Aufgehoben wurde die Gerichtskommission Seeburg beim Kreisgericht Rössel. Sein Gerichtsbezirk umfasste aus dem Kreis Rößel den Stadtbezirk Seeburg und die Amtsbezirke Elsau, Frankenau, Freudenberg, Krokau, Prossitten und Voigtshof. Am Gericht bestand 1888 eine Richterstelle. Das Amtsgericht war damit ein kleines Amtsgericht im Landgerichtsbezirk.
Im Jahre 1945 wurden der Amtsgerichtsbezirk unter polnische Verwaltung gestellt und die deutschen Einwohner vertrieben. Damit endete auch die Geschichte des Amtsgerichtes Seeburg.